# 아이두
아이두(idoo)는 1999년 12월 설립된 청소년들이 직접 운영하는 커뮤니티 포털이다. 비상업·비영리를 지향하고 있으며 탈정치 성향을 보이고 있다. 디자인·서비스 기획·프로그래밍·서버 관리 등 모든 작업이 기업이나 기관의 도움 없이 청소년들에 의해 직접 이루어지고 있다. 이름은 에스페란토에서 ‘젊음’을 의미하는 ‘ido’에서 왔다.
또래상담, 사진 갤러리, 오에카키, 설문조사, 사이비아이두, 개인 블로그, 교환일기, 친구사귀기, 링, 인터넷 방송 등의 서비스를 제공하였다. 학원 숙제부터 두발 자율화, 선거권 연령 낮추기까지 청소년과 관련된 다양한 토론과 움직임이 이루어졌다.  2000년과 2005년 두발제한폐지캠페인 노컷운동이 아이두에서 시작되었고, 2001년 외계어 반대 캠페인. 2003년 교육정보시스템 NEIS 폐지 캠페인 등이 아이두에서 진행되었다. 10대 운영진 6명으로 시작해 2002년에는 최대 80여명까지 운영진이 늘어났다가, 분란을 겪고 모두 해산, 회원 투표시스템과 배심원제를 창안하여 사이트를 관리하였다. 2010년 기준 10만여 명의 회원들이 등록되어 있었으나, 2010년 12월 24일 사이트 개편을 단행해 멤버쉽이 모두 초기화되어 초대제로 바뀌었다. 이전 사이트는 아이두 1세대 유적 사이트로 바뀌어 아카이브 용도로 운영되고 있다.
학교대사전, 범국민대규모술래잡기대회 등 각종 청소년 창작물·놀이축제 사이트가 아이두의 패밀리사이트로 연동되어 있었다. 청소년 신문, 라디오, TV, 영화 등이 모인 청소년 방송국  틴캐스트를 함께 운영하였으며, 경남지역 문화방송 청소년 토론 프로그램 고등어 등 청소년 관련 텔레비전 프로그램의 공식 사이트도 아이두에서 운영하였고, 방송프로그램도 공동 제작하였다.  2006년 7월부터 포털사이트 다음과 컨텐츠 교류 등의 분야에서 제휴하였고, 2005년부터 한국고등학교학생회연합회와 대한민국청소년의회 등의 청소년 자치조직들의 사이트를 지원하였으나, 각 단체의 운영 중단과 해산 등으로 청소년의회는 2006년, 한국고등학교학생회연합회는 2010년 지원을 중단하였다.
특별한 수익구조 없이 정부기관, 기업들의 회선 지원에 의존해 서비스를 운영하여 2000년, 2001년, 2007년, 2010년 서비스가 일시 중단되었다. 이에 20대가 된 아이두 운영진, 회원들이 모여 아이두재단을 결성, 서버 기금을 조성하고 있다. 10대 운영진이 더 이상 나타나지 않아 사이트 폐쇄를 논의하던 도중 2010년 청소년 사회단체 비스듬히에게 운영권이 넘겨져 새로 개편되어 운영되고 있다.

## 수상 내역
- 정보통신윤리위원회 2000년 6월 최우수 청소년 권장사이트 (정보통신부장관상 수상)
- 2002년 서울YWCA 청소년 우수 커뮤니티 대상[6]
- 정보통신윤리위원회 2006년 12월 청소년 권장 사이트
- 2005년 정보트러스트어워드